# Zahran Allouche
Pour les articles homonymes, voir Allouche.
Zahran Allouche (en arabe : زهران علوش Zahrān ʿAlūš), né en 1971 à Douma en Syrie, et mort le 25 décembre 2015 à Al-Marj, près de Damas, est un rebelle syrien, chef de la brigade salafiste Jaych al-Islam et chef militaire du Front islamique.

## Biographie
Fils du prédicateur salafiste syrien Abdallah Allouche, Mohammad Zahran Allouche naît à Douma. Il reçoit son éducation religieuse à l'Université islamique de Médine (la faculté de hadithologie). Sa croyance est influencée par des savants comme Ibn Baz.
Il est arrêté en 2009 pour ses activités politiques et religieuses. Détenu à la prison de Saidnaya, il est libéré en juin 2011 à la suite d'une amnistie décrétée par le régime de Bachar el-Assad,. Il regagne sa ville natale de Douma, alors théâtre de manifestations encadrées par des militants nassériens qui négocient avec l'armée son retrait de la ville.
Avec l'aide des réseaux de son père Abdallah, Zahran Allouche forme alors son groupe armé, le Liwa al-Islam, ouvertement salafiste. Selon le journaliste du Monde, Benjamin Barthe, « la bravoure au combat d’Allouche fils et son style rustique et autoritaire, en phase avec le conservatisme rural de la Ghouta, lui valent une rapide ascension ». Son groupe bénéficie de nombreux ralliements et se rebaptise Jaych al-Islam en septembre 2013. Installé en Arabie saoudite, son père l'aide à lui fournir des financements et des armes. Ses effectifs sont alors estimés entre 9 000 et 25 000 combattants,,,. Jaych al-Islam devient la plus importante faction rebelle engagée dans la bataille de la Ghouta orientale,,,.
Zahran Allouche est blessé le 20 janvier 2013 par un tir de missile ayant atteint son poste de commandement,.
Le 22 novembre 2013, Jaych al-Islam et plusieurs groupes rebelles islamistes se rassemblent pour former le Front islamique et Zahran Allouche en devient le chef militaire,.
Il réclame l'instauration de la charia en Syrie et s'illustre en tenant des propos virulents et sectaires contre les alaouites – communauté de Bachar el-Assad – et les chiites. Il est également soupçonné d'être derrière l'arrestation d'activistes civils, opposants au régime de Bachar al-Assad mais également au groupe de Zahran Allouche. Parmi eux, Razan Zeitouneh, Samira Khalil - femme de l'opposant historique Yassin al-Haj Saleh -, Waël Hamadeh et Nazem Hammadi,.
Il s'oppose aussi militairement à l'État islamique, qu'il qualifie de « takfiriste », et brise les tentatives d'infiltration de ce groupe dans la Ghouta orientale,.
En 2015, il soutient la relance des négociations de paix à Genève et se déclare favorable à la mise en place d'un « gouvernement technocratique » en Syrie.
Zahran Allouche est tué le 25 décembre 2015 dans la Ghouta orientale, à Otaya, à l'ouest de Nachabiyé (en), à la suite d'un bombardement revendiqué par l'armée syrienne contre une réunion secrète du commandement du Front islamique,,,,,.